# Noordervliet
De buitenplaats Noordervliet was gelegen in de Nederlandse plaats Voorburg, provincie Zuid-Holland.

## Hoeve
Een beschrijving uit 1664 spreekt van een huis met hooibergen, een schuur, boomgaard, plantage en een speelhuis. Het is daardoor aannemelijk dat Noordervliet aanvankelijk een hoeve was, voorzien van een herenkamer of een herenhuis.
In de 18e eeuw was Noordervliet in bezit van Cornelis Gerrit Fagel (1663-1746), die het als buitenhuis gebruikte.

## Buitenplaats
De hoeve groeide in de 19e eeuw uit tot een voorname buitenplaats, met een herenhuis in een landschappelijk aangelegd park. Er waren een oranjerie en een tuinhuis; aan de Vliet en het Oosteinde stonden theekoepels. Het park bevatte enkele vijvers, waarvan een met een eilandje waar een veelhoekige volière op stond. Aan de overzijde van het Oosteinde lag de overtuin. Ook waren er moestuinen en een boomgaard.

## Prinses Marianne
In 1879 werd Noordervliet aangekocht door prinses Marianne, die sinds 1848 op de naastgelegen buitenplaats Rusthof woonde. Ze had twee jaar eerder de villa Klein Rusthof gekocht – die was gebouwd op een voormalige moestuin van Noordervliet - als logeerverblijf voor haar zoon Albert, maar die was niet gecharmeerd van de villa en noemde het een ‘kippenhok’. Met de aankoop van Noordervliet zou Albert een geschikter logeerverblijf krijgen.

## Afbraak
Marianne liet Rusthof en Noordervliet in 1883 na aan haar zoon Albert. Hij verkocht beide buitenplaatsen in 1904 aan de Utrechtse Maatschappij tot Exploitatie van onroerende goederen, die alle gebouwen in 1911 liet slopen, met uitzondering van de oranjerie van Rusthof en de villa Klein Rusthof. In 1912 werd gestart met de bouw van nieuwe villa’s op het terrein van de twee voormalige buitenplaatsen.
Een deel van de grote vijver is behouden gebleven. Het toegangshek is in 1919 naar het Nederlands Openluchtmuseum in Arnhem overgebracht.
Arentsburgh · Damsigt · Duivenstein · Eemwijk · Heeswijk · Hoekenburg · Hoekvliet · Hofwijck · In de Wereldt is veel Gevaer · Leeuwensteijn · De Loo · Middenburg · Middendorp · Noordervliet · Rusthof · Schoonoord · Sionslust · Vliet en Burgh · Vreugd en Rust · Vrijburg · De Werve